# 绿杨乡
绿杨乡，是中华人民共和国湖北省黄冈市浠水县下辖的一个乡镇级行政单位。

## 行政区划
绿杨乡下辖以下地区：
冷水井村、绿杨桥村、龙潭岩村、李家坳村、乱石河村、百丈冲村、三溪湾村、朴树村、望江山村、云台山村、小岭村、鸡鸣河村、梓木山村、范家冲村、中畈庙村、两河村、丁家山村、查儿山村、株林村、土地桥村、陶冲村、关畈村、栗林村、牛头冲村、雀山村和西冲村。